# پیوند پای

نمایش اوربیتال‌های اتمی و مولکولی که در گوشهٔ راست پایین پیوند پی دیده می‌شود.

پیوند پی یا پیوند پای گونه‌ای پیوند کووالانسی است که در آن دو لوب یک اوربیتال با دو لوب اوربیتالی دیگر همپوشانی می‌کنند. این پیوند را از این‌رو پی می‌نامند که از اوربیتال‌های p شکل می‌گیرد.

شکل‌گیری یک پیوند پی از دو اوربیتال p.

این پیوند معمولاً از پیوند سیگما سست‌تر است و از دیدگاه مکانیک کوانتوم این سستی در نتیجهٔ همپوشانی کمتر دو اوربیتال شرکت‌کننده در پیوند به دلیل آرایش موازی اجزایشان است. الکترون‌های شرکت‌کننده در پیوند را الکترون‌های پی گویند. این پیوند توانایی دوران را ندارد زیرا در صورت دوران، آرایش موازی اجزای اوربیتال p نابود می‌شود.

## چند پیوندی
گرچه پی از سیگما سست‌تر است، اما ترکیب بین دو پیوند نیرومندتر از هرکدام از آن‌ها با یکدیگر است. هرچه شمار پیوندها افزایش یابد، درازای پیوند کاهش و پیوندها نیرومندتر می‌شوند؛ مثلاً در شکل زیر دیده می‌شود که درازای پیوند کربن-کربن با افزایش شمار پیوندها، کاهش می‌یابد.
|                                   |                                                   |                                                    |
| اتان (یک پیوند سیگما بین دو کربن) | اتیلن (یک پیوند سیگما و یک پیوند پای بین دو کربن) | استیلن (یک پیوند سیگما و دو پیوند پای بین دو کربن) |